# Dasyphyllum
Dasyphyllum Kunth, 1818 è un genere di piante angiosperme eudicotiledoni della famiglia delle Asteraceae.

## Descrizione
Le specie di questa voce sono piante perenni con portamenti arbustivi o arborei (massima altezza 0,5 - 20 metri). I fusti sono eretti o decombenti. Possono essere presenti delle spine ascellari fascicolate.
Le foglie lungo il caule sono sia sessili che picciolate a disposizione alternata o verticillata a volte sono fascicolate. La forma delle lamine è varia: intera da ovata a ellittica o obovata con apici mucronati o spinosi. Le nervature variano da una a tre. Le stipole sono assenti.
Le infiorescenze sono composte da capolini discoidi, sessili o peduncolati, terminali scaposi, o raccolti in formazioni cimose-corimbose. I capolini, sia omogami che eterogami, sono formati da un involucro a forma da cilindrica a spirale (o campanulata) composto da brattee (o squame) all'interno delle quali un ricettacolo fa da base ai fiori (da 6 a 90) di tipo ligulato. Le brattee disposte in più serie (da 6 a 14) in modo embricato sono di vario tipo sia spinose che prive di spine, a consistenza fogliacea oppure membranosa con bordi variamente dentati, fimbriati o lacerati. Il ricettacolo, a forma piatta in genere è ricoperto da pagliette (raramente è nudo).
I fiori, isomorfici, sono tetra-ciclici (ossia sono presenti 4 verticilli: calice – corolla – androceo – gineceo) e pentameri (ogni verticillo ha 5 elementi). I fiori sono ermafroditi, actinomorfi (raramente possono essere zigomorfi) e fertili. In genere i fiori centrali sono bisessuali; quelli periferici sono sterili (unisessuali in genere).
- Formula fiorale:

*/x K {\displaystyle \infty }, [C (5), A (5)], G 2 (infero), achenio
- Calice: i sepali del calice sono ridotti ad una coroncina di squame.
- Corolla: la corolla, pentamera, pelosa o raramente glabra, ha un tubo con lunghi lobi nastriformi. Può avere varie forme: pseudobilabiata (un lobo isolato e 4 connati); subpseudobilabiata o raramente bilabiata (2/3); subligulata o ligulata. I colori variano da bianco a giallo.
- Androceo: gli stami, inseriti nella gola del tubo della corolla vicino alla base, sono 5 (da 3 a 5 nei fiori centrali) con filamenti liberi, glabri o papillosi e distinti, mentre le antere sono saldate in un manicotto (o tubo) circondante lo stilo. Le antere in genere hanno una forma sagittata con base da caudata a priva di coda e appendice marginata o bilobata. Il polline normalmente è tricolporato a forma sferica o schiacciata ai poli; possiede da 3 a 23 depressioni (raramente le depressioni sono assenti).
- Gineceo: lo stilo è filiforme bifido e papilloso; gli stigmi sono divergenti. L'ovario è infero uniloculare formato da 2 carpelli. L'ovulo è unico e anatropo.

I frutti sono degli acheni con pappo. La forma dell'achenio in genere è subcilindrica o spiralata; la superficie è densamente villosa (raramente glabra). Il pericarpo può essere di tipo parenchimatico, altrimenti è indurito (lignificato) radialmente; la superficie è irsuta o glabra. I pappi, formati da una serie di setole piumose decidue o persistenti, sono direttamente inseriti nel pericarpo o connati in un anello parenchimatico posto sulla parte apicale dell'achenio.

## Biologia
- Impollinazione: l'impollinazione avviene tramite insetti (impollinazione entomogama tramite farfalle diurne e notturne).
- Riproduzione: la fecondazione avviene fondamentalmente tramite l'impollinazione dei fiori (vedi sopra).
- Dispersione: i semi (gli acheni) cadendo a terra sono successivamente dispersi soprattutto da insetti tipo formiche (disseminazione mirmecoria). In questo tipo di piante avviene anche un altro tipo di dispersione: zoocoria. Infatti gli uncini delle brattee dell'involucro si agganciano ai peli degli animali di passaggio disperdendo così anche su lunghe distanze i semi della pianta.

## Distribuzione e habitat
La distribuzione delle specie di questo gruppo è esclusivamente sudamericano dal Venezuela all'Argentina e dal Cile verso est in Brasile.

## Tassonomia
La famiglia di appartenenza di questa voce (Asteraceae o Compositae, nomen conservandum) probabilmente originaria del Sud America, è la più numerosa del mondo vegetale, comprende oltre 23.000 specie distribuite su 1.535 generi, oppure 22.750 specie e 1.530 generi secondo altre fonti (una delle checklist più aggiornata elenca fino a 1.679 generi). La famiglia attualmente (2021) è divisa in 16 sottofamiglie. La sottofamiglia Barnadesioideae, con la sua sola tribù Barnadesieae, è una di queste.

### Filogenesi
La sottofamiglia Barnadesioideae solo recentemente, in base a studi filogenetici di tipo molecolare (tutte le Asteraceae - eccetto le Barnadesioideae - hanno una particolare inversione in una data porzione del DNA), è stata elevata di rango tassonomico (prima era posizionata a livello subtribale all'interno della tribù Mutisieae). Nell'ambito della famiglia il gruppo Barnadesioideae, da un punto di vista filogenetico, è in posizione "basale", ossia forma un "gruppo fratello" con il resto della famiglia. Le sue specie sono caratterizzata morfologicamente dalla presenza di spine ascellari ai nodi. Il genere Dasyphyllum nell'ambito della tribù occupa una posizione centrale vicina ai generi Archidasyphyllum, Arnaldoa e Fulcaldea.
Il genere è stato tradizionalmente suddiviso in due sottogeneri: subgen. Archidasyphyllum e subgen Dasyphyllum. La divisione è stata fatta in base alla distribuzione, alla variazione delle appendici apicali delle antere e al modello delle venature delle foglie. Il subge. Dasyphyllum inoltre, in base alla dimensione dell'involucro e alla disposizione dei capolini, è stato ulteriormente diviso in due sezioni: sect. Macrocephala e sect. Microcephala. Tuttavia un recente studio (2019) ha elevando il subgen. Archidasyphyllum al rango generico ed ha inoltre abolito la tradizionale classificazione infragenerica di Dasyphyllum.

### Elenco specie
Il genere comprende le seguenti 36 specie:
- Dasyphyllum argenteum Kunth
- Dasyphyllum armatum (J.Kost.) Cabrera
- Dasyphyllum brasiliense (Spreng.) Cabrera
- Dasyphyllum brevispinum Sagást. & M.O.Dillon
- Dasyphyllum cabrerae Alva
- Dasyphyllum candolleanum (Gardner) Cabrera
- Dasyphyllum colombianum (Cuatrec.) Cabrera
- Dasyphyllum cryptocephalum (Baker) Cabrera
- Dasyphyllum diamantinense Saavedra & M.Monge
- Dasyphyllum donianum (Gardner) Cabrera
- Dasyphyllum ferox (Wedd.) Cabrera
- Dasyphyllum flagellare (Casar.) Cabrera
- Dasyphyllum floribundum (Gardner) Cabrera
- Dasyphyllum fodinarum (Gardner) Cabrera
- Dasyphyllum horridum (Muschl.) Cabrera
- Dasyphyllum hystrix (Wedd.) Cabrera
- Dasyphyllum inerme (Rusby) Cabrera
- Dasyphyllum lanceolatum (Less.) Cabrera
- Dasyphyllum latifolium (Gardner) Cabrera
- Dasyphyllum lehmannii (Hieron.) Cabrera
- Dasyphyllum leiocephalum (Wedd.) Cabrera
- Dasyphyllum leptacanthum (Gardner) Cabrera
- Dasyphyllum maria-lianae Zardini & Soria
- Dasyphyllum orthacanthum (DC.) Cabrera
- Dasyphyllum popayanense (Hieron.) Cabrera
- Dasyphyllum reticulatum (DC.) Cabrera
- Dasyphyllum spinescens (Less.) Cabrera
- Dasyphyllum sprengelianum (Gardner) Cabrera
- Dasyphyllum synacanthum (Baker) Cabrera
- Dasyphyllum tomentosum (Spreng.) Cabrera
- Dasyphyllum trichophyllum (Baker) Cabrera
- Dasyphyllum vagans (Gardner) Cabrera
- Dasyphyllum varians (Gardner) Cabrera
- Dasyphyllum velutinum (Baker) Cabrera
- Dasyphyllum vepreculatum (D.Don) Cabrera
- Dasyphyllum weberbaueri (Tovar) Cabrera